# Ендрю Четкуті
Ендрю Четкуті (19 листопада 1992) — мальтійський плавець.
Учасник Олімпійських Ігор 2012, 2016 років.